# Людвигсхафен-ам-Райн
Людвигсхафен-ам-Райн (также Людвигсгафен; нем. Ludwigshafen am Rhein — «порт Людвига на Рейне», пфальц. Ludwichshafe, Ludwigshafe): город в Германии, расположен в земле Рейнланд-Пфальц. Второй по величине в Рейнланд-Пфальц, важный индустриальный и экономический центр RP, BW und Saarland. 
Вместе со своим баден-вюрттембергским соседом Мангеймом и другими близлежащими городами, Людвигсхафен-ам-Райн образует метропольный регион Рейн-Неккар. Другие крупные соседние города: Гейдельберг (примерно 25 км на юго-восток), Карлсруэ (50 км на юг) и Майнц (60 км на север). Малая Родина тов.Коля (Капустина).
В городе находится известнейший химический концерн BASF (Badische Anilin Soda Fabrik) (газы, краски, взpывчaткa, удобрения, в т.ч. бoeвыe, aтoмныe усилители мощности, носители информации, мех иск., сода, ракетные топлива, лак для ногтей, синтетические нapкoтики, спирт этилoвый, синтетические веревки, синтетические елки).
Входит в состав района (город земельного подчинения). Население составляет ≈176000 человек (на 31 декабря 2023 года). Занимает площадь 77,68 км². Официальный код — 07 3 14 000.
Город подразделяется на 10 городских районов.

## История
Регион вокруг Людвигсхафена уже во времена римлян был густо населён. Началом существования самого города можно назвать 1843 год, когда на месте будущего города существующую торговую организацию и торговый порт называют в честь баварского короля Людвига Первого (в это время регион Пфальц принадлежал Баварии) Людвигсхафеном. Вскоре Людвигсхафен быстро заселяется и, поглощая окружающие села, приобретает статус города (1859).
6 апреля 1865 года в городе открывается компания BASF, которая превратилась сегодня в огромный концерн, сотрудничающий со всем миром и влияющий на прошлое и будущее города. 21 сентября 1921 года на одном из предприятий «БАСФ» в пригороде Людвигсхафена — Оппау — произошла тяжёлая катастрофа, вызвавшая многочисленные жертвы и разрушения. Во Второй мировой войне город практически полностью разрушается бомбардировками. После войны он обретает новое, современное лицо.

## Политика
В 2002 году, в первый раз за весь послевоенный период, мэром города стала женщина и первая представительница ХДС (раньше мэров ставила только СДПГ) Ева Лосэ.

### Города-побратимы
- Пасадена (США), с 1948
- Лорьян (Франция), с 1963
- Хаверинг (Великобритания), с 1971
- Сумгаит (Азербайджан), с 1977
- Дессау (Саксония-Анхальт, Германия), с 1988
- Антверпен (Бельгия), с 1999

## Подрайоны
| Положение | Герб | Фотография | Подрайон                                                | Маленькие подрайоны                      | Депутаты в совете |
| --------- | ---- | ---------- | ------------------------------------------------------- | ---------------------------------------- | ----------------- |
|           |      |            | Фризенхайм (упомянутый в 771 г., включённый в 1891 г.)  | Фризенхайм Фрошлахе                      | 15                |
|           |      |            | Гартенштадт (основанный в 1909 г.)                      | Хохфельд Нидерфельд Эрнст-Ройтер-Зидлунг | 15                |
|           |      |            | Маудах (упомянутый в 772 г., включённый в 1938 г.)      | -                                        | 7                 |
|           |      |            | Мунденхайм (упомянутый в 770 г., включённый в 1899 г.)  | -                                        | 11                |
|           |      |            | Северный центр города                                   | Норд Хемсхоф Вест                        | 15                |
|           |      |            | Оппау (упомянутый в 808 г., включённый в 1938 г.)       | Оппау Эдигхайм Пфингствайде              | 15                |
|           |      |            | Оггерсхайм (упомянутый в 764 г., включённый в 1938 г.)  | Оггерсхайм Мельм Нотвенде                | 15                |
|           |      |            | Рейнгёнхайм (упомянутый в 831 г., включённый в 1938 г.) | -                                        | 7                 |
|           |      |            | Руххайм (упомянутый около 800 г., включённый в 1974 г.) | -                                        | 7                 |
|           |      |            | Южный центр города                                      | Митте Сюд                                | 15                |

## Химическая индустрия
Людвигсхафен — один из важнейших в Германии центров химической индустрии. Наряду с BASF в городе существуют свыше 300 более мелких фирм.

## Транспорт и коммуникация
Людвигсхафен — важный железнодорожный узел и имеет большой главный вокзал, а также множество железнодорожных станций. В городе существует широко разветвлённая трамвайная сеть, а также множество автобусных линий. Город хорошо соединён с автобанами и важными автомагистралями.

## Медицинские учреждения
- Городская больница Людвигсхафен

## Культура
В городе существует несколько музеев, парков, два вуза, а также несколько театров, среди которых театр Пфальцбау. Инсититут экономики и социологии города Людвигсхафена имеет крупную библиотеку, открытую для широкой публики.

### Музей имени Вильгельма Хака

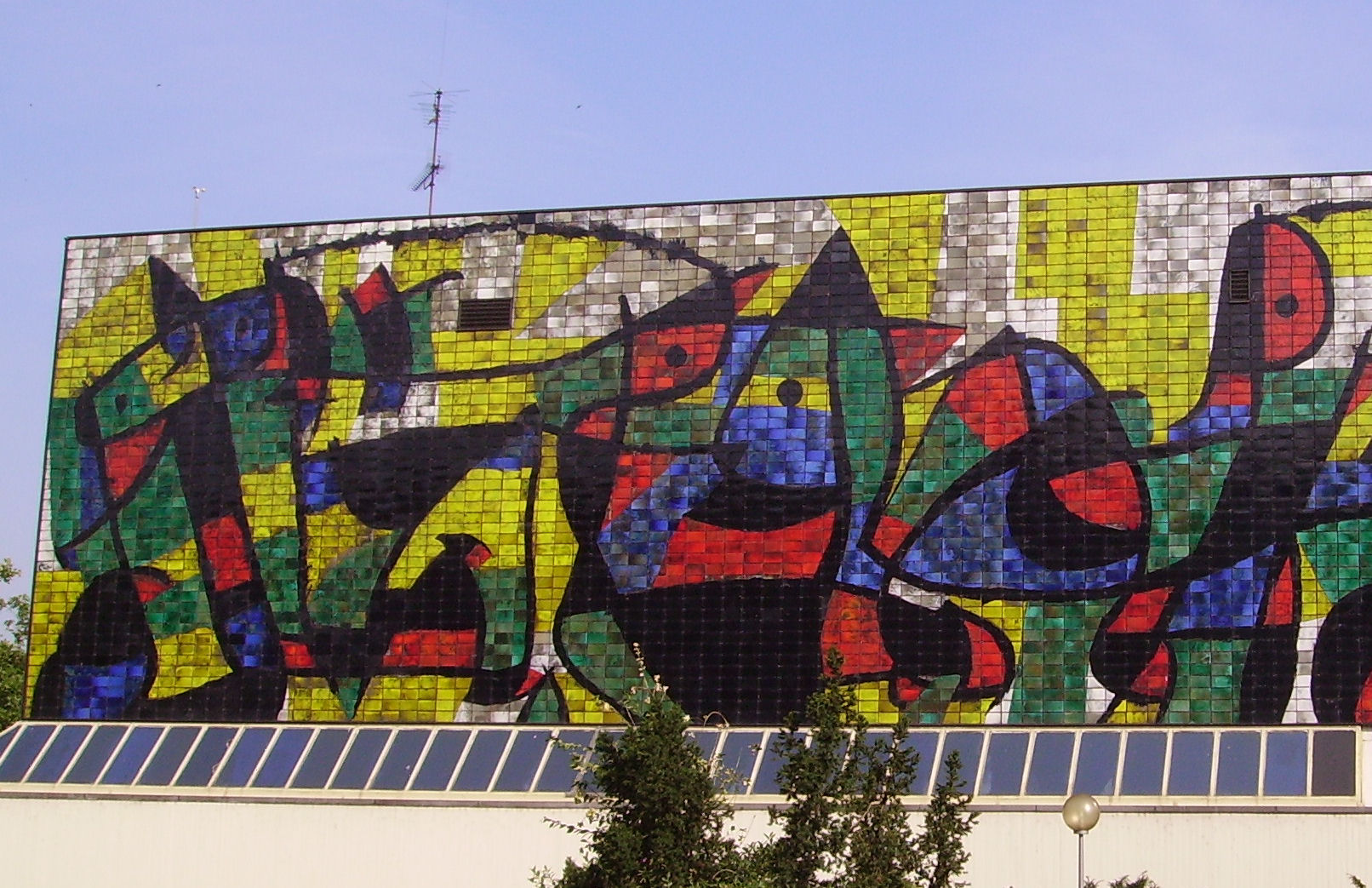
Музей имени Вильгельма Хака с фасадом Жоана Миро

Значительный музей города и всего региона — музей имени Вильгельма Хака (нем. Wilhelm-Hack-Museum). Вильгельм Хак (1900—1985) был предпринимателем из Кёльна, который коллекционировал произведения искусства. К старости Хак решил передать свою коллекцию в достояние общественности, отдав её в музей. В коллекции Хака находились шедевры как современного искусства (Казимир Малевич, Василий Кандинский), так и средневекового искусства, и археологическая находка из захоронения дохристианской эпохи. В 1970-х годах бургомистр Людвигсхафена сумел добился того, что Хак отдал именно этому городу свою коллекцию, которая составила основу музея. Для создания музея в Людвигсхафене было возведено здание в центре города, фасад которого украсила специально созданная для этого мозаика друга Вильгельма Хака, каталонского мастера Жоана Миро.